# Laurence Leboeuf
Laurence Leboeuf   (Montreal, 13 de desembre de 1985) és una actriu quebequesa.

## Trajectòria
Leboeuf va estudiar primària a l'École Notre-Dame-de-Grâce i secundària a l'institut Villa Maria. Va debutar com a actriu en el paper d'Évelyne Boivin a la sèrie de televisió Virginie. Després va interpretar a Louise Lavigueur a la sèrie de televisió Les Lavigueur, la vraie histoire, i a Apple a Turbo Kid.
Va guanyar el Prix Jutra a la millor actriu secundària als 10th Jutra Awards, i va rebre una nominació al premis Genie a la millor actriu secundària als 28th Genie Awards per la seva actuació a la pel·lícula de 2007 Ma fille mon ange. Als 10th Canadian Screen Awards del 2022 va guanyar el premi a la millor actriu en una sèrie dramàtica per la seva interpretació de Magalie Leblanc a Transplant.